# Функционална педагогија
Функционална педагогија je педагошки правац који се ослања на функционалну психологију, развијен је у првој половини 20. века и везује се за име швајцарског лекара, психолога и педагога Едуарда Клапареда. По његовој дефиницији функционална психологија проучава психичке процесе као средства организма да постигне жељени циљ. То су инструменти живота сваког организма. Суштина васпитања је у развијању менталних процеса и њиховом оспособљавању за функционисање.
Едуард Клапаред је значајан за педагогију јер је оснивач Школе по мери детета. Школа по мери детета је школа која се прилагођава ученицима, а не ученици школи. Клапаред полази од схватања да се деца разликују по способностима, интересовањима и да сваком детету треба прићи индивидуално. Зато је ова школа значајна за васпитање и образовање деце. Он сматра да се ова идеја може реализовати ако наставник познаје своје ученике и њихове могућности. Улога наставника је кључна у усмеравању понашања ученика и пружање помоћи.

## Историјат
Функционална педагогија као педагошка концепција се развија почетком XX века, према којој је суштина васпитања у развијању менталних процеса, у њиховом оспособљавању за функционисање. Овај правац полази од потребе детета и његове сфере интересовања да би се постигао одеђени циљ и активност која се жели развити код детета.
Функционалну психологију и по њој заснованој функционалној педагогији Клапаред развија у противставу према психологији моћи које се развијају код човека независно, свако за себе. Према Клапаредовој дефиницији функционлна психологија проучава психичке процесе као средство организма да постигнем жељани циљ. То су инструменти живота сваког организма. Она служи за прилагођавање организма средини, за уклањање дисхармоније између организма и средине. Основни задатак функционалне психолиогије јесте да се психички процеси морају сагледати у односу на цео организам. Психичке функције су средство задовољавања психичких процеса.
Едвард Клапаред даје свој теоријски допринос објавивши прво дело Дечија и експериментална психологија 1905. у коме јасно изражава свој критички тон и активно противљење тадашњој васпитној пракси и позив да се васпитање окрене научним изворима и научној објективности као основи за нове приступе касније и појаснивши концепт „активног детета“ у још познатијем делу Функционална педагогија из 1931. године. 
Најзначајнији представник овог педагошког праваца је Едуард Клапаред. Његове књиге преведене су и код нас: „Избор звања, његови проблеми и методе“, „Педаогогија Џона Дјуа“ и „Школа по мери“.
Функционлна педагогија је један од значајних педагошких праваца. Спада у групу педагогије есенције. Најзначајнији представник овог правца је Едуард Клапаред. Представници сматрају да је суштина васпитања у развијању менталних процеса. Најпре је настала функционална психологија из које се развија функционална педагогија. Клапаред је свој допринос дао отварањем школе по мери детета.

## Значај функционалне педагогије за образовање и васпитање
За разлику од традиционалне школе и наставе, школа по мери детета подразумева примену индивидуализованог приступа у раду са ученицима. Овај приступ, најшире гледано, подразумева одређену филозофију образовања и учења, засновану на специфичностима деце и њиховим потребама у процесу учења, чији је крајњи циљ развој дететових потенцијала. У примени индивидуализованог приступа полази се од следећих сазнања о детету и његовим потребама у процесу учења: 
- - Свако дете је јединствено, вредно само по себи, има потенцијале и тежњу да их оствари;
  - Деца се собом разликују; разлике међу децом су толико изражене да утичу на процес учења (на оно што деца желе да уче, на подршку која им је потребна и на темпо којим уче);
  - Деца најбоље уче у безбедном окружењу, када имају подршку одраслих и када одрасли имају висока очекивања од њих;
  - Деца најбоље уче када су ангажована у процесу учења, у интеракцији са наставником, својим вршњацима и наставним материјалима
  - Деца најбоље уче када пронађу лични смисао у ономе што уче и раде, када су садржаји и процес учења повезани са њиховим могућностима, интересовањима, претходним иксуством и знањем[4]

Значај Клапареда је у индивидулазацији наставе. Свако дете је јединствено за себе и сваком детету наставник треба прићи као јединственој личности. Деца се умногоме разликују међусобно, према способностима, темпу учења. Деца би требало да уче у безбедном окружењу, где могу постићи најбоље резултате. Деца би требало да буду укључена у наставне активности и да пронађу смисао онога што уче. 
Клапаред се бавио свим аспелтима функционалне психолоигије по којој се заснива функционално васпитање које потребу детета и његова интересовања за остваривање неког циља узима као подлогу делатности која се жели да код њега покрене.
У овако замишљеној школи полази се од тога да је у планирању, реализацији и вредновању процеса учења потребна већа партиципација, одговорност и иницијатива ученика, што помаже развијању свести код наставника и ученика да су заједнички градитељи, а не даваоци и примаоци знања. Школа по мери детета подразумева континуирану и садржајнију сарадњу школе и породице, њихов партнерски однос који је усмерен ка развоју детета и његових потенцијала. Нагласак је на већој сарадњи свих учесника васпитно-образовног процеса, тимском раду и адекватној подршци наставницима у оквиру школе, али и на локалном нивоу.
Клапаред захтева да се ради другачије, да школа промени однос према деци, да води рачуна о њиховој природи, да уважи разлике у способностима. Искуство учи, једна личност само онолико даје од себе, колико се буде обраћало на њене природне способности, па да је, услед тога, чист губитак у времену запињати у стварању извесних способности у њој којих она нема. 
Значај функционалне педагогије је у промовисању индивидуалног приступа у васпитању. Главни представник Клапаред се залаже са школу по мери детета. У овој школи се захтева већа партиципација, одговорност и иницијатива ученика, што доводи до тога да је потребна сарадња наставника и ученика. Неопходна је сарадња школе и породице за постизање потенцијала детета.